# Морозини, Франческо
Франческо Морозини (итал. Francesco Morosini; 26 февраля 1619, Венеция — 16 января 1694, Нафплион) — 108-й венецианский дож, прославленный адмирал и военачальник. Занимал пост дожа в разгар Великой Турецкой войны, длившейся с 1676 по 1699 год. Он «всегда одевался в красное с ног до головы и никогда не выходил на бой без своей кошки».

## Биография
Франческо Морозини происходил из влиятельной венецианской семьи, из которой вышло три дожа для Республики. Четвёртым представителем семьи Морозини стал Франческо.
С молодых лет Морозини посвятил себя военной карьере, принимая участие в военных конфликтах с турками в Эгейском море. В 1638 году Морозини отличился при преследовании пиратов в Архипелаге, а в 1645 году захватил транспортный флот около Кании, вынудив турок покинуть воды Крита. За ряд последующих поражений, нанесённых турецкому флоту, с уничтожением или захватом транспорта, прибрежных городов и крепостей (острова Наксос, Этна и др.), Морозини был назначен адмиралом венецианского флота, губернатором Кандии и главнокомандующим всеми венецианскими вооружёнными силами.
Морозини командовал флотом Республики в Эгейском море во время войны 1667—1669 годов. В это время он носил звание капитан-генерала венецианских сил. Руководил защитниками Кандии на острове Крит во время осады города турецкими силами. Морозини были подчинены все союзные христианские войска и флоты. В начале этой борьбы Морозини был дважды отозван вследствие интриг и политических раздоров в самой Венеции. Но как только положение христиан на Крите ухудшалось, его возвращали по требованию самих борющихся. После сдачи города в 1669 году он по возвращении в Венецию был обвинён в трусости и измене, но вскоре полностью оправдан по требованию народа и восстановлен во всех своих почётных званиях (генералиссимус, прокуратор Сан-Марко и т. д.).

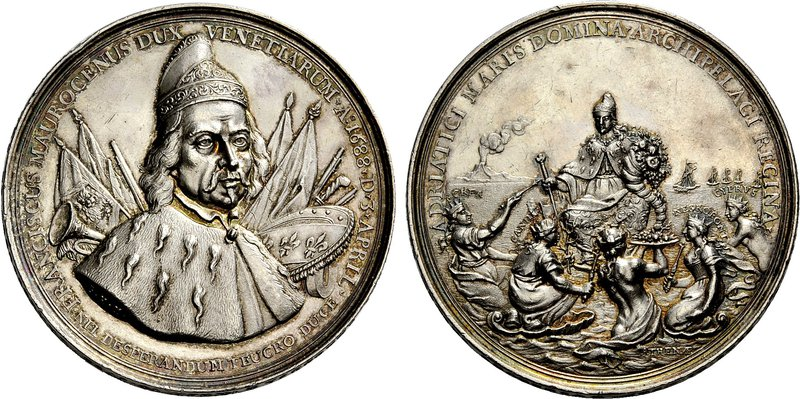
Венецианская медаль в честь Ф. Морозини за военные победы. 1688 г.

В 1685 году Морозини снова возглавил флот Венецианской республики. За следующие несколько лет он захватил обширные территории Мореи с помощью Отто фон Кёнигсмарка. Во время осады Афин в 1687 году артиллерия венецианцев частично разрушила Парфенон, Морозини при этом наблюдал за разграблением уцелевших ценностей.
За захват Пелопоннеса вошёл в историю с приставкой «Пелопонесский». За ряд одержанных побед мраморный бюст Морозини был поставлен в одной из зал дворца дожей. 3 апреля 1688 года Франческо Морозини заочно был избран дожем. В Венецию он возвратился в январе 1690 года. До своего возвращения Морозини пытался завоевать Негропонт, но не смог этого сделать из-за эпидемии чумы в войсках венецианцев. В 1693 году он инициировал новую военную кампанию по освобождению Негропонта от турецкого ига, но она окончилась неудачно. Турецкий флот в продолжение всего лета избегал с ним встречи, а в начале зимы Морозини должен был вернуться в Наполи ди-Романья, где и умер на 76-м году жизни.
Кроме личной храбрости, несокрушимой энергии и твёрдой воли, доходившей до жестокости, Морозини обладал редкими организаторскими способностями; как флотоводец он должен быть поставлен в ряду с лучшими адмиралами своего времени.
В честь дожа были названы:
- военно-морская школа имени Франческо Морозини;
- итальянский башенный броненосец Франческо Морозини, заложенный на верфи 30 июля 1885 года;
- эскадренный миноносец класса «Навигатори», построенный в 1920-х гг.;
- подводная лодка ВМС Италии «Франческо Морозини» (бывшая американская субмарина «Бесьюго»), была выведена из состава флота в ноябре 1975 года.

## Интересные факты
Франческо Морозини опасался покушений. Он не расставался с оружием даже при посещении церкви. Закладка, торчавшая из молитвенника дожа, соединялась со спусковым крючком пистолета, вмонтированного в книгу. В настоящее время тайное оружие хранится в одном из музеев Венеции.